# Symfonie nr. 9 (Schuman)
William Schuman componeerde zijn Symfonie nr. 9 in 1967. De symfonie heeft een subtitel: Le fosse Ardeatine (de Ardeatijnse grotten).

## Geschiedenis
De familie bezocht in 1967 Rome. Zij bezochten daarbij ook het memoriaal van de moordpartij in de Fosse Ardeatine.

Gedurende de Tweede Wereldoorlog beraamde het Italiaans verzet aanslagen op Italiaanse en Duitse soldaten; bij een dergelijke aanslag kwamen 32 Nazi's om het leven. Als vergelding werden 335 burgers gefusilleerd. Om dit te maskeren, werden de slachtoffers daarna nog gebombardeerd. Sinds het eind van de oorlog wordt de plek gezien als een soort bedevaartplaats.

Schuman en zijn familie raakten behoorlijk onder de indruk van de plaats.

## Delen
1. Anteludium;
2. Offertorium;
3. Postludium.

In tegenstelling tot het algemene optimisme in Schumans muziek, is de muziek hier uiterst somber. Deel 1 begint met sordino strijkers, wat een zeer stil en ijl geluid geeft. Deel 2 is wat lichter van aard, maar vrolijk wordt het niet. Deel 3 haalt het thema uit deel 1 terug, maar dan nog langzamer uitgevoerd.
De première vond plaats op 10 januari 1969 door het Philadelphia Orchestra onder leiding van Eugene Ormandy; een jaar later gaf Leonard Bernstein een eerste uitvoering in New York met het New York Philharmonic.

## Vergelijking
Deze symfonie klinkt veel meer als een oorlogssymfonie dan zijn vierde symfonie, die toch tijdens de oorlog is gecomponeerd. De muziek is somber en af en toe spookachtig. Duidelijk is te horen dat de vierde is geschreven toen de oorlog nog ver weg was, terwijl bij de negende de oorlog pas echt doordrong. De symfonie heeft wel wat weg van de negende symfonie van Dmitri Sjostakovitsj. Het blijft echter duidelijk dat er een hemeldbreed verschil zat tussen de belevingswerelden en karakters van de beide componisten.
Symfonieën: Symfonie nr. 1 · 2 · 3 · 4 · 5 · 6 · 7 · 8 · 9 · 10

Werken: Variations on "America" · A Song of Orpheus · Circus Overture · Night Journey · Orchestra Song